# 静狩峠
静狩峠（しずかりとうげ）は、北海道山越郡長万部町と寿都郡黒松内町の境にある峠。国道37号が通過している。
渡島総合振興局と後志総合振興局の境界にもなっている。
内浦湾（噴火湾）から至近距離にある峠であるが、太平洋側と日本海側に水系が分かれる分水界となっている。

## 概要
道南と道央を結ぶ幹線であり、黒松内・豊浦側には礼文華峠がある。国道37号は静狩トンネルで通過する。なお、長万部町静狩 - 洞爺湖町清水間で特殊車両の通行制限を行っており、静狩トンネルなどに「高さ制限門型柱」を設置している。
JR北海道室蘭本線も近隣を通過するが、標高の低い箇所を連続する長大トンネルで通過しており、黒松内町側にも入らない。

## 「静狩」の由来
「静狩」はアイヌ語の「シツカリ」（行き止まり）から名づけられており、長万部町の地名になっている。長万部方面から続く海岸線から断崖によって塞がれたようになる地形を表したものと言われている。
同様の地形を持つ青森県下北半島尻屋崎近くの「尻労」（しつかり）という地名との類似性が地理学者によって指摘されている。

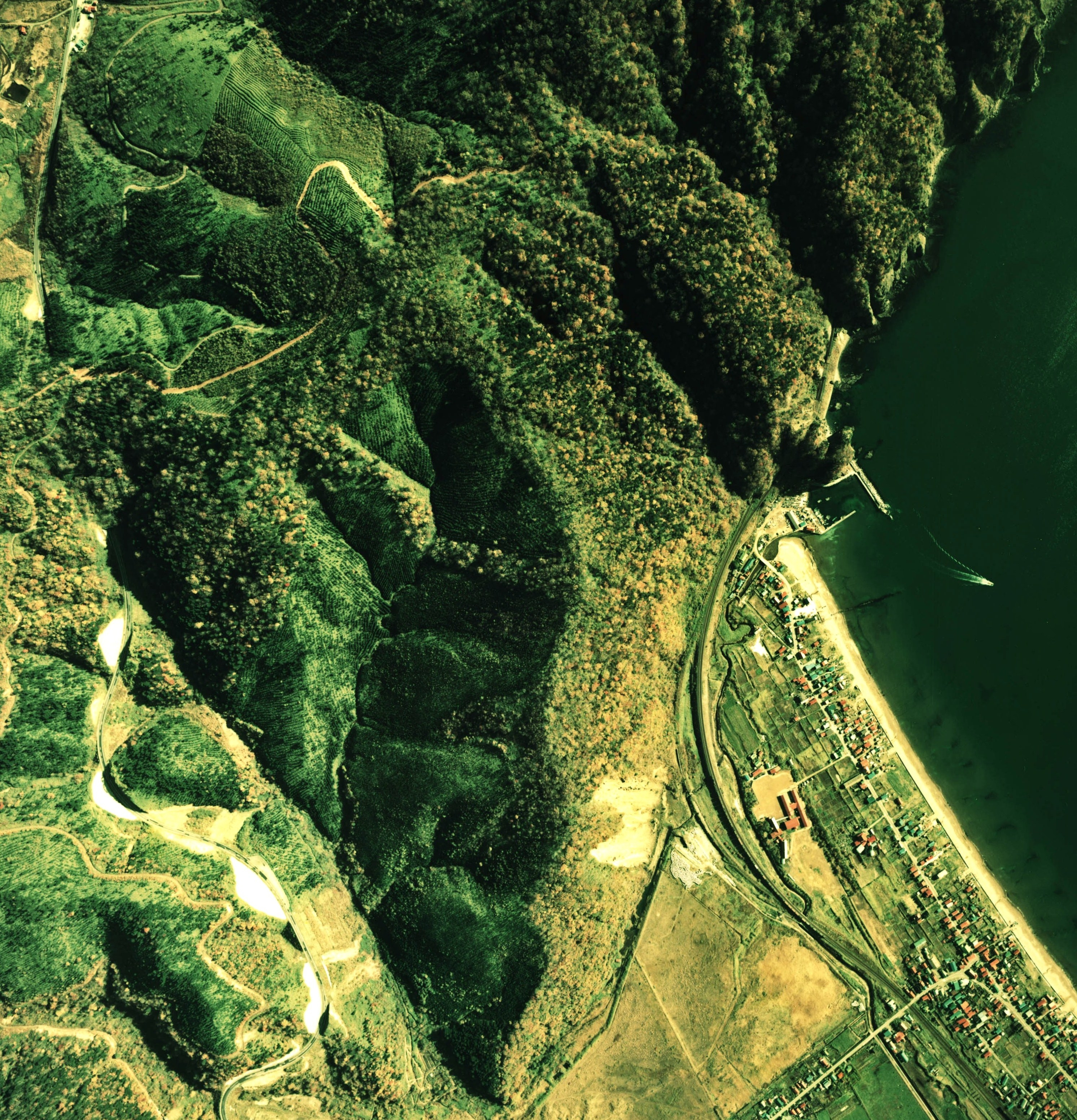
静狩峠の空中写真国土交通省 国土地理院 地図・空中写真閲覧サービスの空中写真を基に作成（1976年撮影） 画像左の上部が静狩峠。噴火湾から至近距離にある事と、地名の由来となった砂浜（海岸線）の先に山が連なっている様子がわかる。
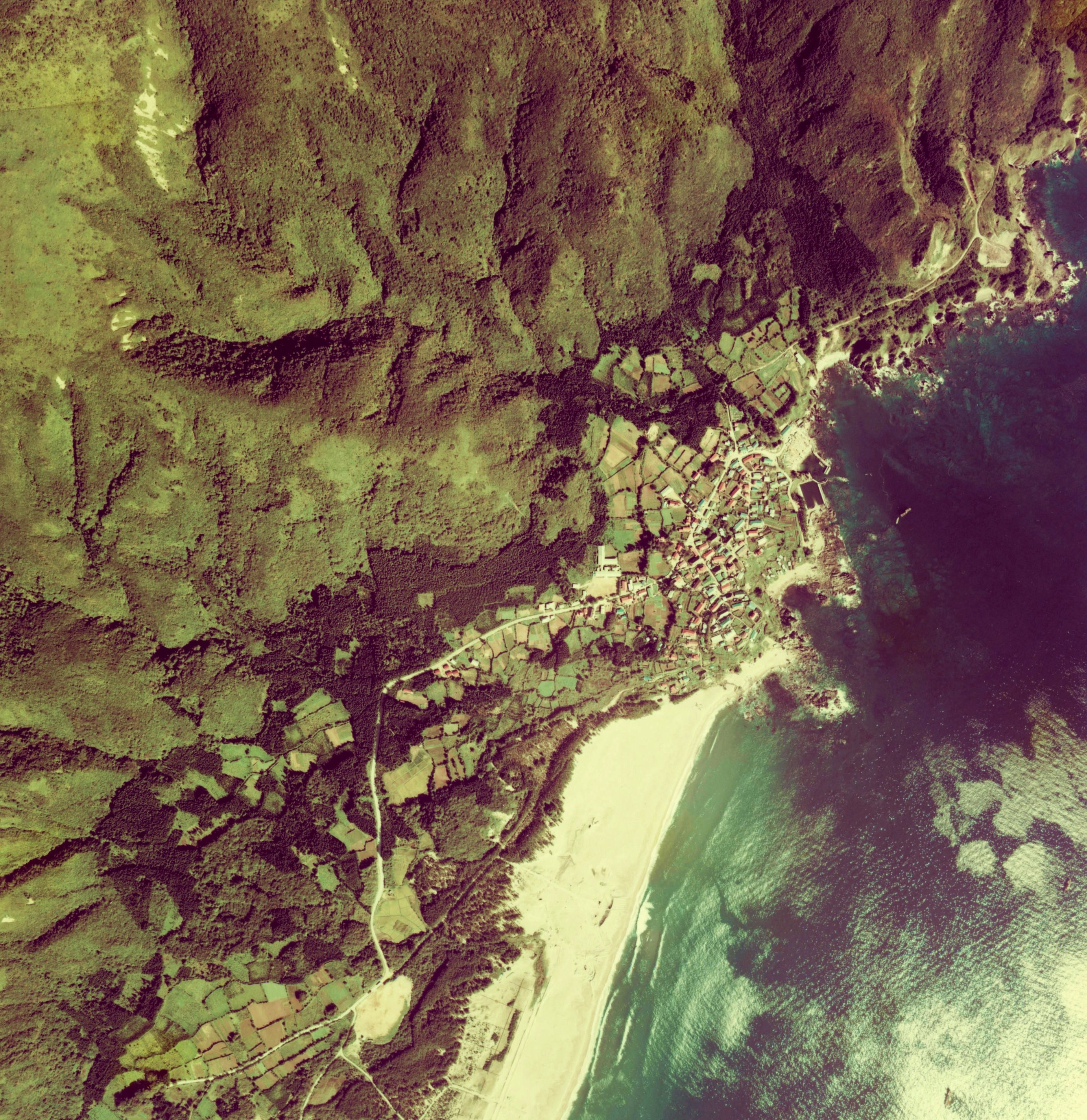
尻労（しつかり）の空中写真国土交通省 国土地理院 地図・空中写真閲覧サービスの空中写真を基に作成（1975年撮影） 静狩と類似した地形である事がわかる。

## 周辺
黒松内側で北海道道266号大成黒松内停車場線と接続している。
かつては峠の長万部側に静狩金山があった。